# Coptidium lapponicum
Coptidium lapponicum — вид трав'янистих рослин родини жовтецеві (Ranunculaceae), поширений у південно-арктичних та бореальних зонах Північної Америки, Європи й Росії. Характерними для виду є 3-лопатеві листки від круглих до сплюснутих обрисів, а також дрібні, блідо-жовті квіти на довгих ніжках.

## Порівняння родівCoptidiumіRanunculus
Види роду Coptidium відрізняються від роду Жовтець (Ranunculus) кількома ознаками, найбільш очевидною є велика система товстих, білих підземних стебел (кореневище). Іншою відмінністю є ароматні квіти у Coptidium і квіти без аромату в Ranunculus. Менш помітною ознакою є плавуча тканина в плодах Coptidium, відсутня в Ranunculus.

## Опис
Це багаторічні трави, що утворюють килимки. Має широку систему горизонтальних підземних стебел (кореневища), які є товстими й білими, вкорінюються у вузлах і спрямовують догори листи і квіти з вузлів. Є бічні пагони, що розвиваються з пазушних бруньок пазух листків. Стебла і листки голі. Листки чергові. Черешок 1–3(5) см в довжину і 1 мм завширшки, у 1–2 рази довший, ніж пластина. Стеблові листи без або з коротким черешком. Листові пластини 1.1–2.2 × 0.7–2.0 см, від округлих до сплюснутих у загальних рисах, лопатероздільні, з трьома лопатями із зубчастими вершинами.
Квіти Ranunculus і Coptidium мають зелені чашолистки й жовті або білі пелюстки; однак, як видається, чашолистки еволюційно є листочками оцвітини, себто пелюстками і, як видається, пелюстки є видозміненими тичинками. Надалі, ці два види квіткових листочків позначено як «чашолистки» і «пелюстки».
Квітки поодинокі, на верхівках стебел, радіально-симетричні, на ніжках 4–6 (9) см завдовжки, у 2–4 рази довші від листків, приблизно 1 см у ширину, з 3 «чашолистками» і 5–7 «пелюстками». «Чашолистки» голі, 3–7 × 2–5 мм, часто відігнуті, широкояйцевиді, зовнішня поверхня зелена або багрова, внутрішня поверхня блідо-жовтого кольору з деяким багровим відтінком. «Пелюстки» 4–6 × 2–3 мм, оберненояйцеподібні, жовті. Численні тичинки (>10) яскраво-жовтого кольору, приблизно 2 мм, з жовтими пиляками. Квітколоже до 1 мм завдовжки, голе. Плодолистки вільні, жовті. Плоди-горішки гладкі, стислі з боків, 3.8–4.2 × 2–2.2 мм, з довгими (1.0–1.2 мм), зігнутими носиками. Голови горішків напівкулясті, 5–7 × 8–10 мм.

## Відтворення
Статеве розмноження насінням; ефективне локальне вегетативне розмноження за рахунок екстенсивного зростання кореневищ і фрагментації. Квіти мають сильний медовий запах і пристосовані до запилення комахами. Квіти й плоди регулярні, горішки численні. Горішки мають плавучі тканини й поширюються водою і, можливо, птахами.

## Поширення
Північна Америка (пд.-зх. Ґренландія, Канада, Аляска й північ США); Євразія (Норвегія [вкл. Шпіцберген], Фінляндія, Швеція, Росія)*.
Населяє вологу мохову тундру, заболочені місця й береги озер у тундрі, торф'яні болота і тайгу. Росте на від дещо кислих до злегка основних субстратах.